# Jaime Ornelas Camacho
Jaime Ornelas Camacho GCIH • ComM (Curral das Freiras, 29 de fevereiro de 1921 – Funchal, 23 de fevereiro de 2016) foi um engenheiro civil e político português, membro destacado do Partido Social Democrata madeirense, foi o primeiro Presidente do Governo Regional da Madeira, governando entre 19 de novembro de 1976 e 17 de março de 1978, sendo sucedido no cargo por Alberto João Jardim.

## Biografia
Nasceu na freguesia do Curral das Freiras, filho de Jordão Joaquim de Ornelas e de sua mulher Bela Dória Camacho e Ornelas.
Concluiu o ensino secundário no então Liceu Nacional do Funchal, matriculando-se depois no curso de engenharia civil do Instituto Superior Técnico da Universidade Técnica de Lisboa, em Lisboa, onde se formou na especialidade de hidráulica.
Terminado o curso, começou a sua atividade profissional em 1948, ano em que regressou à ilha da Madeira e ingressou nos quadros da Junta Geral do Distrito Autónomo do Funchal, onde trabalhou na assistência técnica aos municípios rurais e onde ascenderia a chefe da Secção de Hidráulica daquele organismo. Desempenhou ainda funções de engenheiro civil na Comissão Administrativa dos Aproveitamentos Hidráulicos da Madeira (C.A.A.H.M.) e foi requisitado pela empresa construtora para a direção técnica da construção da primeira fase do Aeroporto da Madeira e do Aeroporto do Porto Santo. 
Após a Revolução do 25 de Abril, foi um dos fundadores do Partido Popular Democrático da Madeira e membro da sua primeira comissão política.
Com o surgimento do regime autonómico democrático, integrou a Junta Regional da Madeira e foi escolhido para ocupar o cargo de primeiro Presidente do Governo Regional da Madeira, cargo para o qual foi nomeado por decreto de 27 de outubro de 1976, tendo sido empossado a 19 de novembro de 1976. Solicitou a exoneração do cargo dois anos mais tarde, sendo exonerado por decreto de 16 de março de 1978 e sucedido por Alberto João Jardim. Entre 2 de novembro e 9 de dezembro de 1976 acumulou as funções de Presidente do Governo com as de Secretário Regional da Educação e Cultura da Região Autónoma da Madeira.
Na mesma data em que foi exonerado das funções de Presidente do Governo, foi nomeado Secretário Regional do Equipamento Social do Governo Regional da Região Autónoma da Madeira, cargo de que foi exonerado por Decreto de 28 de março de 1980.
A 9 de junho de 1993 foi feito Comendador da Ordem do Mérito e a 28 de junho de 2001 recebeu a Grã-Cruz da Ordem do Infante D. Henrique. A 21 de agosto de 2001, o Eng.º Jaime Ornelas Camacho recebeu, por deliberação da Assembleia Municipal do Funchal, a Medalha de Ouro de Mérito Municipal. A 1 de outubro de 2001, 25 anos após sua posse como Presidente do Governo, a Assembleia Legislativa Regional da Madeira atribuiu-lhe a Medalha de Mérito, a mais alta distinção da Região Autónoma da Madeira.
A 30 de janeiro de 2009 foi distinguido com o título de Membro Conselheiro, o mais alto nível de qualificação profissional que é atribuído pelo Conselho Diretivo Nacional da Ordem dos Engenheiros. A atribuição do título foi justificada pela sua participação em obras de referência na Madeira, como a construção da rede de levadas, que consta das 100 maiores obras portuguesas de engenharia civil do século XX, tendo o homenageado sido uma figura ímpar no panorama regional no seu percurso como político e como engenheiro ao resolver os problemas com rigor e economia.
Casou a 22 de abril de 1950, na Capela da Penha de França, freguesia de São Pedro, no Funchal, com Maria Iolanda Pereira Gonçalves (1928 – 7 de novembro de 2019), de quem teve geração.
Faleceu a 23 de fevereiro de 2016, no Hospital Dr. Nélio Mendonça, no Funchal, onde estava internado devido a doença não revelada.

## Distinções

### Ordens honoríficas
- Comendador da Ordem do Mérito (9 de junho de 1993)[17]
- Grã-Cruz da Ordem do Infante D. Henrique (28 de junho de 2001)[17]